# Antonio Lacedelli
Antonio Lacedelli (ur. 1965) – włoski skoczek narciarski. Najlepsze wyniki w Pucharze Świata osiągnął w sezonie 1985/1986, kiedy zajął 25. miejsce w klasyfikacji generalnej.
Startował na mistrzostwach świata w Seefeld in Tirol, Oberstdorfie i Lahti, ale bez sukcesów. Na arenie krajowej zdobył złoty (1986), srebrny (1983) i brązowy (1987) medal mistrzostw Włoch w skokach.
Jako jeden z pierwszych skoczków na Świecie skakał z maską osłaniającą twarz (takich masek wówczas używali również jego rodacy - Roberto Cecon, Ivan Lunardi i Ivo Pertile, a niektórzy komentatorzy zawodów pod koniec lat osiemdziesiątych nawet stwierdzali, że jeśli na belce pojawia się zawodnik w masce, to jest to Włoch, ponieważ oni tych masek używają).

## Puchar Świata w skokach narciarskich

### Miejsca w klasyfikacji generalnej
- sezon 1982/1983: –
- sezon 1983/1984: –
- sezon 1984/1985: –
- sezon 1985/1986: 25
- sezon 1986/1987: 54
- sezon 1987/1988: –
- sezon 1988/1989: 45
- sezon 1989/1990: –

## Mistrzostwa Świata
- Indywidualnie
  - 1985 Seefeld in Tirol (AUT) – 62. miejsce (normalna skocznia)
  - 1987 Oberstdorf (RFN) – 30. miejsce (duża skocznia), 40. miejsce (normalna skocznia)
  - 1989 Lahti (FIN) – 40. miejsce (duża skocznia), 45. miejsce (normalna skocznia)